# Новіков Андрій Валерійович
Андрій Валерійович Новіков (нар. 25 липня 1984, Покровськ) — український ботанік, кандидат біологічних наук, старший науковий співробітник Державного природознавчого музею НАН України, куратор гербарію судинних рослин LWS.
Спеціалізується у галузях морфології, систематики і біогеографії рослин. Він є автором двох посібників по систематиці рослин та більше 100 наукових праць (в тому числі понад 40 наукових статей). Також довший час займається питаннями оцифрування природничих колекцій, в тому числі розробкою протоколів оцифрування та опублікування оцифрованих даних у вільному доступі.

## Спеціалізація
Дослідник з багатогалузевою спеціалізацією, що охоплює:
- морфологію, філогенію і таксономію рослин;
- біогеографію та охорону рослин у Карпатському регіоні;
- молекулярний баркодинг гербарних колекцій;
- опис рослинності за методикою Браун-Бланке;
- використання GIS-технологій;
- роботу з відкритими даними і просування концепції відкритого доступу до даних про біорізноманіття;
- гістологію та світлову мікроскопію.

Володіє українською, російською, англійською, польською та частково словацькою мовами, що дозволяє йому ефективно співпрацювати з міжнародними колегами та здійснювати наукові дослідження на глобальному рівні.

## Біографія

### Освіта
- 2012 — Кандидат біологічних наук
- 2007 — 2010 — Аспірантура, Державний природознавчий музей НАН України
- 2005 — 2006 — Магістратура, Львівський національний університет імені Івана Франка
- 2001 — 2005 — Бакалаврат, Львівський національний університет імені Івана Франка

### Досвід наукової роботи
- 2010 — донині — Провідний інженер, молодший науковий співробітник, науковий співробітник, старший науковий співробітник, Державний природознавчий музей НАН України
- 2019 — 2020 — Доцент, Кафедра ботаніки, Львівський національний університет імені Івана Франка
- 2016 — Запрошений професор, Національний музей природної історії, Париж
- 2011 — 2018 — Засновник і виконавчий редактор журналу «Modern Phytomorphology»
- 2011 — 2012 — Асистент, Кафедра ботаніки, Львівський національний університет імені Івана Франка

## Членство в організаціях та діяльність
- Член Українського ботанічного товариства
- Ментор-волонтер GBIF (Global Biodiversity Information Facility) в Україні
- Член Польського ботанічного товариства Polish Botanical Society
- Член організації Scientists at Risk
- Член товариства «Free International Association of Researchers on Natural Substances (FIARNS09)»
- Член Асоціації систематиків (Systematics Association[en])

- Представник платформи Scratchpads в Україні.